# Craig, Alaska
Craig (tlingit: Sháan Séet) är en ort (city) i Prince of Wales-Hyder Census Area i delstaten Alaska i USA. Orten hade 1 201 invånare, på en yta av 24,67 km² (2010).